# Édith Scob
Édith Scob (Párizs, 1937. október 21. – Párizs, 2019. június 26.) francia színésznő.

## Fontosabb filmjei
- Fejjel a falnak (La tête contre les murs) (1959)
- Szemek arc nélkül (Les yeux sans visage) (1960)
- Emile hajója (Le bateau d'Émile) (1962)
- Tékozló szív (Thérèse Desqueyroux) (1962)
- Tejút (La voie lactée) (1969)
- A vénlány (La vieille fille) (1972)
- Az írás megmarad (Les écrits restent) (1973, tv-film)
- Mindenkinek a maga keresztje (À chacun son enfer) (1977)
- Ezer milliárd dollár (Mille milliards de dollars) (1982)
- Gyilkos nyár (L'été meurtrier) (1983)
- Álmodozni mindig lehet (On peut toujours rêver) (1991)
- Bolondok felvonulása (La cavale des fous) (1993)
- Az orléans-i szűz (Jeanne la Pucelle II - Les prisons) (1994)
- Vénusz szépségszalon (Vénus beauté (institut)) (1999)
- A megtalált idő (Le temps retrouvé, d'après l'oeuvre de Marcel Proust) (1999)
- A varázslónők szobája (La chambre des magiciennes) (2000, tv-film)
- Hűség (La fidélité) (2000)
- Az ártatlanság komédiája (Comédie de l'innocence) (2000)
- Farkasok szövetsége (Le pacte des loups) (2001)
- A férfi a vonatról (L'homme du train) (2002)
- Becsületkódex (La mentale) (2002)
- Therese nővér.com (SoeurThérèse.com) (2002–2011, tv-sorozat, 21 epizódban)
- Aznap (Ce jour-là) (2003)
- Nyári időszámítás (L'heure d'été) (2008)
- Az eljövendő napok (L'avenir) (2016)
- Szerelem második látásra (Mon inconnue) (2019)